# Bibliotheca historica
La Bibliotheca historica (in greco antico: Βιβλιοθήκη Ἱστορική?, Biblioteca storica) è un'opera di storia universale scritta da Diodoro Siculo. Consisteva di quaranta libri, suddivisi in tre sezioni.
- I primi sei libri sono di argomento geografico e descrivono la storia e la cultura di Egitto (libro I), Mesopotamia, India, Scizia e Arabia (II), Nord Africa (III), Grecia ed Europa (IV - VI).
- Nella sezione successiva (libri VII - XVII) si racconta la storia del mondo a partire dalla guerra di Troia fino alla morte di Alessandro il Grande.
- L'ultima sezione (dal libro XVII sino alla fine) riguardava le vicende storiche dei successori di Alessandro, sino al 60 a.C. o all'inizio della guerra gallica di Giulio Cesare nel 59 a.C. (la fine dell'opera è andata perduta, quindi non è chiaro se Diodoro abbia trattato l'inizio della guerra gallica, come aveva promesso nel proemio, o se, come sembra, vecchio e stanco dalle sue fatiche, si sia fermato al 60 a.C.).

Diodoro scelse il nome Bibliotheca in riconoscimento del fatto che stava assemblando un'opera composita da molte fonti. Gli autori da cui attinse, che sono stati identificati, comprendono Ecateo di Abdera, Ctesia di Cnido, Eforo, Teopompo, Geronimo di Cardia, Duride di Samo, Diyllus, Filisto di Siracusa, Timeo, Polibio e Posidonio.
L'immensa opera di Diodoro non è sopravvissuta integra: abbiamo i primi cinque libri e i libri dall'XI al XX. Il resto esiste solo in frammenti conservati in Fozio e negli estratti di Costantino VII Porfirogenito.

## Cronologia

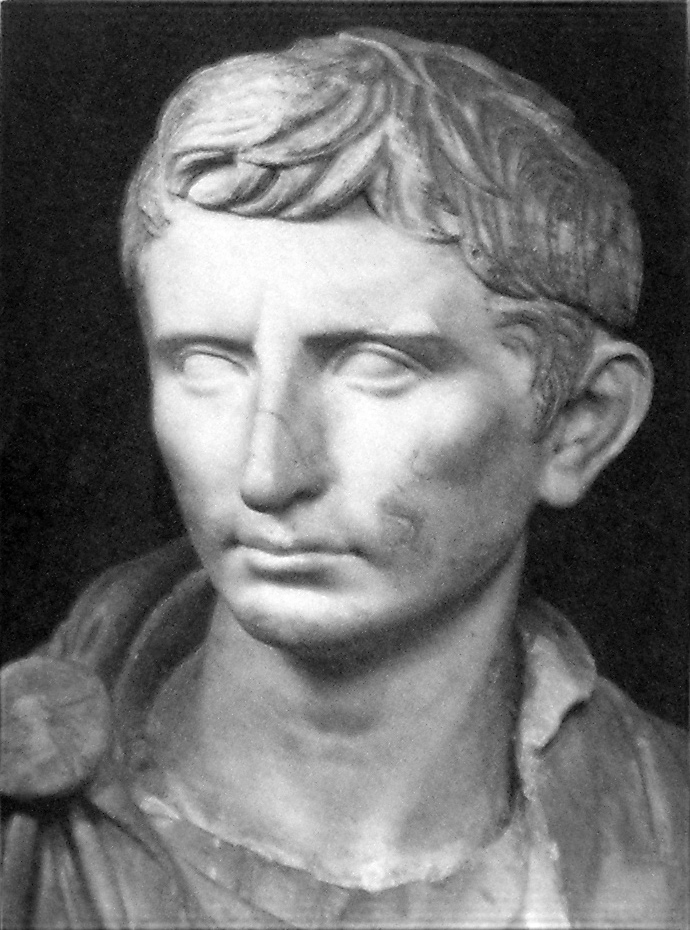
Una statua di Ottaviano, 30 a.C. ca.

La prima data menzionata da Diodoro è il suo viaggio in Egitto durante la 180ª olimpiade (ovvero tra il 60 e il 56 a.C.). In quell'occasione fu testimone dell'ira di una folla che chiedeva la morte di un cittadino romano reo di aver ucciso accidentalmente un gatto, animale sacro agli egizi (Bibliotheca historica 1.41, 1.83).
Il dato storico più recente menzionato da Diodoro è invece la vendetta di Ottaviano sulla città di Tauromenion, colpevole di avergli rifiutato l'aiuto necessario ad evitare una sconfitta navale contro Sesto Pompeo attorno al 36 a.C. Poiché Diodoro sembra ignorare che l'Egitto divenne una provincia romana - il che avvenne nel 30 a.C. - è presumibile che abbia completato l'opera prima di quella data.
Diodoro dice di aver impiegato trent'anni per scrivere l'opera e di aver intrapreso molti viaggi rischiosi in Europa e Asia per le sue ricerche storiche, anche se la critica moderna ha posto sotto esame questa affermazione, avendo rilevato errori che un testimone oculare difficilmente avrebbe commesso.

## Accoglienza della critica
Il generoso uso di pezzi scritti in cronache precedenti è la causa della dura opinione circa la Bibliotheca historica da parte dell'autore dell'articolo ad essa riservato nell'Enciclopedia Britannica del 1911:
«Gli errori di Diodoro risalgono parzialmente alla natura dell'impresa, e dalla goffa formula degli annali in cui ha disposto la parte storica della sua narrazione. Egli non dimostra nessuna delle abilità critiche dello storico, ma espone semplicemente una lunga e inutile serie di dettagli sconnessi. La sua narrazione contiene frequenti ripetizioni e contraddizioni, è stinta e monotona; e la sua semplice lingua, a metà tra l'attico puro e il Greco colloquiale in uso a quel tempo, ci fa scorgere senza troppe difficoltà i pezzi di altre narrazioni da lui raffazzonati e riutilizzati».
Sulla stessa lunghezza d'onda sono stati altri studiosi più recenti. A Diodoro viene imputato soprattutto l'aver adattato i suoi racconti ad maiorem Graecorum gloriam ("per la maggior gloria dei Greci"), tanto che Alan B. Lloyd lo ha definito uno dei "due più affermati mentitori dell'antichità" (l'altro sarebbe Ctesia di Cnido).
Più favorevole è il giudizio di Charles Henry Oldfather, che nell'introduzione alla sua traduzione di Diodoro scrisse:
«Mentre caratteristiche come queste impediscono a Diodoro di essere annoverato tra i più capaci storici dell'antichità, non c'è motivo per non credere egli abbia utilizzato le migliori fonti e le abbia riportate fedelmente. Il suo libro I, dedicato quasi completamente all'Egitto, è il più completo resoconto della storia e dei costumi di quel paese dopo Erodoto. I libri II-IV sono di ampio respiro, e hanno minor valore, in quanto pieni di materiale mitologico. Nel periodo che va dal 480 al 301 a.C., che egli tratta nella forma degli annali e la cui maggior fonte è la Storia universale di Eforo, è difficile stabilire quanto la sua opera sia rilevante, o perché non ha concorrenti, o perché concorre nuovamente con scrittori a lui superiori. Tucidide dedica solo poco più di trenta capitoli al cinquantennio tra il 480 e il 430 a.C.; Diodoro invece, li copre molto più esaustivamente (11.37-12.38) e perciò il suo appare essere l'unico resoconto continuativo per la cronologia di quel periodo. [...] Stessa cosa si verifica per gli anni tra il 362 e il 302 a.C. [...] Diodoro offre anche l'unico resoconto per il periodo di Filippo II di Macedonia, e integra gli autori sopra menzionati e le fonti contemporanee in molti settori. Per il periodo dei successori di Alessandro, dal 323 al 302 a.C. (libri XVIII-XX), è nuovamente lui la fonte più eminente e la sua storia di quel periodo assume perciò un'importanza che non aveva per tutti gli altri anni».

## Interesse storico

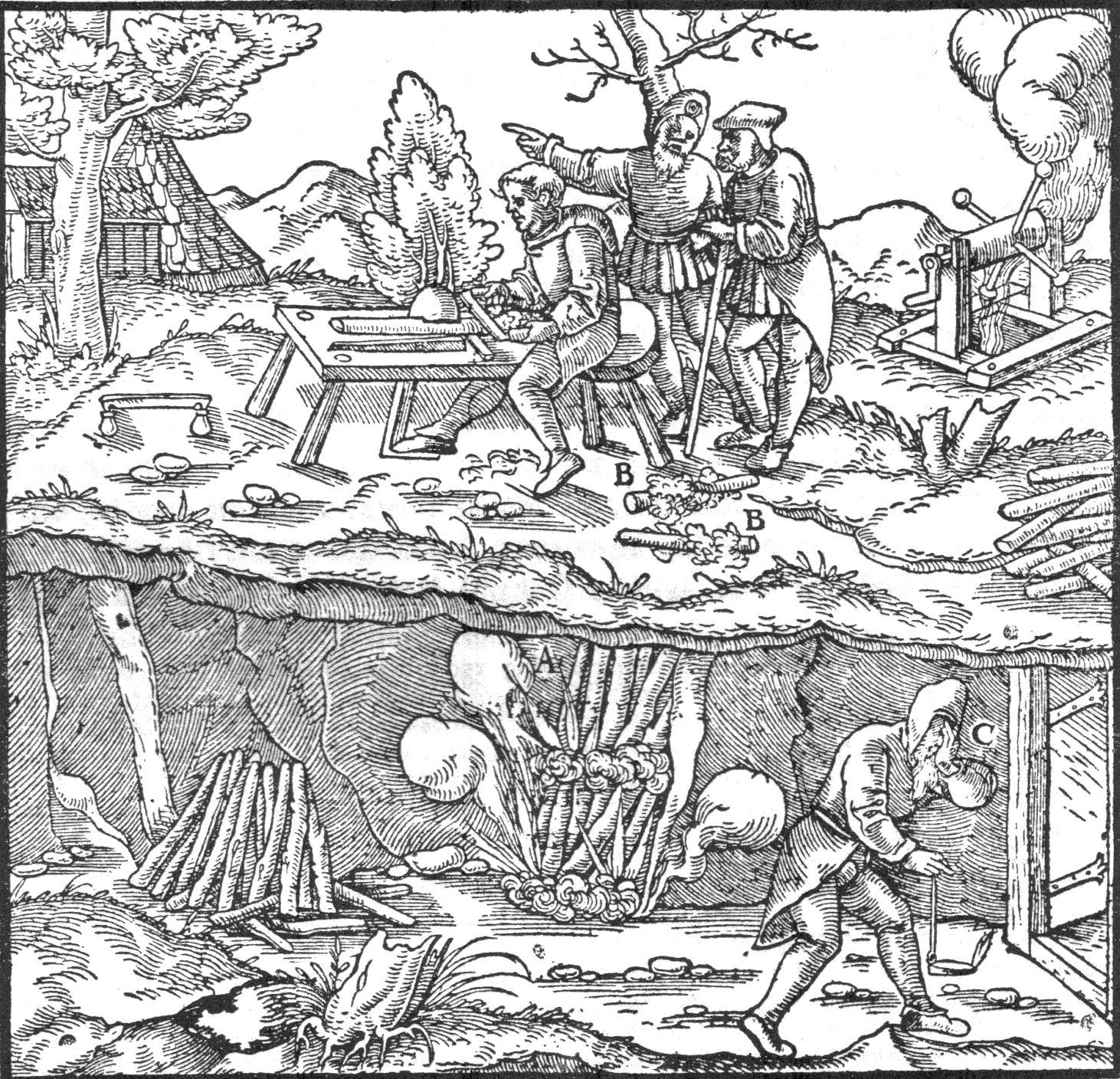
Tecnica a fuoco utilizzata sotto terra; illustrazione di Georg Agricola

Il libro sull'Egitto è interessante soprattutto per essere uno dei primi ad aver accennato ad un metodo d'estrazione mineraria chiamato a fuoco, utilizzato per indebolire e far cedere rocce contenenti oro. Consisteva nell'accendere un fuoco di fronte alla roccia contenente l'oro grezzo, per poi gettarvi sopra dell'acqua: lo shock termico riduceva così la roccia in maneggevoli frammenti. Le condizioni di lavoro di allora erano molto dure, i minatori in prevalenza erano prigionieri di guerra o criminali. Una volta estratto, il minerale grezzo veniva sbriciolato manualmente e ridotto ad una polvere fine. Il passaggio finale consisteva poi nel lavare il minerale grezzo, per estrarvi la polvere d'oro e ciò richiedeva un flusso di acqua corrente. Questa doveva essere la parte più difficile da realizzare, visto che la gran parte delle miniere più ricche si trovava nella regione desertica della Nubia. L'attività mineraria in Egitto vantava una lunga e produttiva tradizione e la descrizione di Diodoro è una delle più antiche ad occuparsi di tale industria.
Diodoro viene anche menzionato da Plinio il Vecchio in quanto è un caso raro tra gli storici greci di semplicità nell'intitolare la propria opera.
Plinio, nel libro XXXIII della Naturalis historia, parlando di metodi minerari, menziona anche la tecnica a fuoco. E proprio questa tecnica rimase in voga anche nel Medioevo, a giudicare dalla descrizione fornitaci da Georg Agricola nel suo De re metallica, insieme alle relative illustrazioni. Prima dell'avvento degli esplosivi, era rischioso utilizzare la tecnica a fuoco sotto terra, a causa della tossicità dei prodotti scaturiti dalla combustione, in special modo il monossido di carbonio.

## Storia editoriale
La riscoperta dell'opera avvenne per il tramite della traduzione latina di Poggio Bracciolini, limitata ai primi cinque libri e stampata postuma a Bologna nel 1472.
L'editio princeps del testo originale greco dei libri XVI-XX fu pubblicata a Basilea da Johannes Oporinus nel 1539, a cura di Vincentius Opsopoeus; quella completa degli altri libri sopravvissuti, compresi i pochi frammenti rimasti del libro XXI, da Henri Estienne a Ginevra nel 1559.

## Edizioni e traduzioni

### Edizioni e traduzioni antiche
- (LA) Diodori Siculi Historiarum priscarum a Poggio in Latinum traducti liber primus incipit, Bononiae, [Baldassarre Azzoguidi], 1472 (edizione originale del latinizzamento di Poggio Bracciolini dei libri I-V).
- En damus, Diodori Siculi, historici graeci, quae nunc quidem extare no scuntur opera nempf. De Illustrium Regum Philippo, & Alexandri, nec & aliquot aliorum nobilium ducum Macedoniae praeclarefactis, Bartholomaeo Cospo boniensi interprete (Lib. II), De fabulosis Aegyptiorum gestis omini sane poetarum, historiarumque studioso, util eis ac iuxta necessarios, a Pogio Florentino latinitate donatos (lib. VI), Ioannis Monachi, ex libris historiarum suarum de vita Alexandri ab eodem Bartholomaeo versum (lib.I), Bocatn aliquot insignum foeminarum quarum apud vario autores crebro sit memoria, historias, ex eiusdem (lib. X). Nunc denuo diligenter recognita, & a mendis quibus hac tenus laborabant, studiose vindicata. Basileae excedebat Henricus Petrus, mense Augusto, anno MDXXXI (1521) (on line).
- Diodoro Siculo, Delle antique Historie fabulose, nuovamente fatto vulgare & con diligentia stampato..., per li heredi di Philippo di Giunta, 1526.
- Diodori Siculi historici clarissimi, Bibliotechae, seu rerum antiquarum tum fabulosarum tum verarum historia, priores libri sex, Poggio Florentino interprete. Parisiis, apud Simonem Colinaeum, 1531 (on line)
- (GRC) Diodōrou Sikeliōtou Istoriōn Biblia tina ta heuriskomena. Diodori Siculi Historiarum libri aliquot, qui extant, opera & studio Vincentii Obsopoei in lucem editi, Basileae [Etygōthē en Basileia tēs Germanias : epimeleia men Iōannou opōrine], [1539] (editio princeps dei libri XVI-XX) (on line)
- (DE) Heidenwelt und ihrer Götter anfänglicher Ursprung ... Diodori des Siciliers ... durch Johan Herold... Petri, 1554. (on line)
- Sept livres des Histoires de Diodore Sicilien, novvellement traduyts de grec en francoys. Paris, de l'imprimerie de Michel de Vascosan, MDLIIII (1554) (on line)
- Diodoro Siculo, Delle antiche historie favolose, novamente fatto, con somma diligenza stampato. In Venetia, appresso Gabriel Giolito de Ferrari, MDXLII (1542), (1547)
- Diodori Siculi, Bibliotheca historica Libri XVII, Lugduni (= Lione), apud haered. Seb. Gryphii, 1559. (Anche on line)
- (GRC) Diodōrou tou Sikeliō tou Bibliothēkēs historikēs bibloi pentekaideka ek ton tessarakonta. Diodori Siculi Bibliothecae historicae libri quindecim de quadraginta. Decem ex his quindecim numquam prius fuerunt editi, [Ginevra], excudebat Henricus Stephanus illustris viri Huldrici Fuggeri typographus, 1559 (editio princeps dei libri I-V, XI-XV) (on line).
- (FR)  L'histoire de Diodorus Siculus, traictant des successeurs d'Alexandre le Grand, traslatée par mesire Claude de Seyssel, Conseiller & maistre des Requestes du Roy Loys douzieme, Estienne Doart, 1567 (on line)
- La seconda parte della Libraria Historica di Diodoro Siciliano, tradotta dal greco in latino da diversi Auttori, & nella nostra Lingua da M. Francesco Baldelli. In Vinegia appresso Gabriel Giolito de' Ferrari, MDLXXIIII [1574] (on line), (stampa 1575)
- Diodori Siculi, Bibliothecae historicae libri XV. Hoc est, quotquot Graece extant de quadraginta, quorum quinque nunc iterum Laine diligenter recogniti, & chronologia illustrati eduntur. Dictys Cretenensis & Daretis Phrygii de bello Troiano historia, & Tryphiodori Aegyptij, Ilij excidum, Gulielmo Xylandro interprete, ad supplendam lacunam quinque librorum, qui iter quintum & undecimum desiderantur. In calce operis accessere fragmenta historica eiusdem Diodori Latine versa. Basileae, 1578. (on line)
- (FR)  Histoire de Diodore Sicilien, traduite de grec en francois, les premiers livres par M. Robert Macault, Secretaire du Roy & gentil-homme de sa chambre. Et les autres sont traduits, par M. Iacques Amyot, Conseiller du Roy, Evesque d'Auxerre, & grand Aumosnier. Reueue & enrichie de Table & Annotations en marge, par M. Loys Le Roy, dit Regius. Paris, Chez Gilles Beys, sue fainct Iacques, au lys blanc, MDLXXXV (1585). (on line)
- Diodori Siculi, Bibliothecae historicae libri XV, reliqui. Quibus accesserunt eclogae, seu fragmenta ex libris auctoris, qui desiderantur. Omnia ex interpretatione Laurentii Rhodomani cherusci, suius capitibus seu Paragraphis distincta: quibus responder index locupletissimus. Hanoviae (= Hannover), typis Wechelianis, apud haeredes Joannis Aubrii, MDCXI (1611) (on line)
- (FR)  Histoire universelle de Diodore de Sicile, traduit ex françois, par Monsieur l'Abbé Terrasson, de l'Académie Françoise. Paris, Chez De Bure l'aîné, MDCCCXXXVII (1737), tome premier. (on line)
- (GRC)  Διοδώρου του Σικελιώτου βιβλιοθήκης Ιστορικής τα σωζόμενα ..., Diodori Siculi, Bibliothecae Historicae, libri qui supersut, interprete Laurentio Rhodomano, ad fidem mss. recensuit Petrus Wesselingius, atque Henr. Stephani, Laur. Rhodomani, Fulvii Ursini, Henr. Valesii, Jacobi Palmerii & suas adnotationes, cum indicibus locupletissimis, adjecit. Amstelodami (=Amsterdam), sumptibus Jacobi Wetstenii, MDCCXLVI (1746), Tomus II. (on line)
- Diodoro di Sicilia, Storia universale, per Gio: Desiderj ai Portoghesi, con Licenza de Superiori, 1793.
- Diodori Siculi, Bibliothecae historicae, libri qui supersunt, erecensione Petri Wesselingii cum interpretatione latina Laur. Rhodomani atque annotationibus variorum integris indicibusque locuplentissimis. Nova editio, cum commentationibus III Chr. Gottl. Heynii et cum argumentis disputatinibusque Ier. Nic. Eyringii, volumen tertium. Argentorati, ex typographia Societatis Bipontinae, anno VI (1798) (Anche on line), (vol. VII, 1799)
- Diodoro Siculo, Bibliotheca historica. Libri 15.-20., Amstelodami, sumptibus Jacobi Wetstenii, 1746.
- Biblioteca storica di Diodoro Siculo volgarizzata dal cav. Compagnoni, Milano: dalla tipografia di Gio. Battista Sonzogno, 1820-1822, Tomi I-VII.
  - Tomo I on-line,
  - Tomo II on-line,
  - Tomo III on-line,
  - Tomo IV on-line,
  - Tomo V on-line,
  - Tomo VI on-line,
  - Tomo VII on-line
- Diodoro di Sicilia, Storia Universale, Roma, dalle stampe, e a spese di Vincenzo Poggioli, 1813-1815, Collana degli storici classici greci volgarizzati, Anello VI tomo I, tomo II, tomo III, tomo IV, tomo V, tomo VI

### Edizioni e traduzioni moderne
- Diodorus Siculus, Bibliotheca historica, ed. I. Bekker, L. Dindorf, F. Vogel, C.T. Fischer, 6 voll., Bibliotheca Scriptorum Graecorum et Romanorum Teubneriana, Leipzig 1888-1906 (rist. 1985-1991). Edizione con apparato critico in latino.
- Diodoro Siculo, Biblioteca Storica, ll. I-V a cura di G.F. Gianotti, A. Corcella, I. Labriola, D.P. Orsi, Introduzione di L. Canfora, Palermo Sellerio 1986; ll. XI-XV a cura di I. Labriola, P. Martino, D.P. Orsi, Palermo Sellerio 1992; ll. XIV-XVII, a cura di T. Alfieri Tonini, Milano Rusconi 1985; ll. XVIII-XX a cura di A. Simonetti Agostinetti, Milano Rusconi 1988; ll. XXI-XL, a cura di G. Bejor, Milano Rusconi 1988; IX-XIII, a cura di C. Miccichè, Milano Rusconi 1992.
- (EN)  Diodorus of Sicily, Library of History, ed. C.H. Oldfather, C.L. Sherman, C.B. Welles, R.M. Geer, F.R. Walton, 12 voll, Loeb Classical Librar, Londo-Cambridge (Mass.) 1933-1967 (trad. e commento in inglese).
- (EN)  Salter, F. M., and H. L. R. Edwards (a cura di), The Bibliotheca Historica of Diodorus Siculus Translated by John Skelton, 2 vols. EETS 233, 239, 1956-1963, ISBN 978-0-19-722233-1. and ISBN 978-0-19-722239-3
- (FR)  Diodore de Sicile, Bibliothèque historique, ed. P. Bertrac, Y. Vernière et al. (Collection Budé), Paris 1975- (in corso) (trad. e comm. in francese).

### Commenti
- Libro I
  - (EN)  Anne Burton, Diodorus Siculus, Book I: A Commentary, Leiden, Brill, 1972.
- Libro II
  - (FR)  J. Boncquet, Diodorus Siculus (II,1-34) over Mesopotamië: een historische kommentaar (Verhandelingen van de Koninklijke academie voor wetenschappen, letteren en schone kunsten van België. Klasse der letteren 122), Brussel 1987.
- Libro XIII
  - Dino Ambaglio, Diodoro Siculo, Biblioteca storica, Libro XIII. Commento storico, Milano, Vita e Pensiero, 2008.
- Libro XV
  - (EN)  P.J. Stylianou, A Historical Commentary on Diodorus Siculus Book 15, Oxford, Clarendon Press, 1998.
- Libro XVI
  - Marta Sordi, Diodori Siculi Bibliothecae liber sextus decimus, Introduzione, testo e commento, Firenze, La Nuova Italia, 1969.
  - (EN)  E.I. McQueen, Diodorus Siculus. The reign of Philip II: The Greek and Macedonian Narrative from Book XVI. Translation and Commentary, London, Bristol Classical Press, 1995.
- Libro XXXI
  - Alberto Gandini, Diodoro Siculo, Biblioteca storica, libro XXXI. Commento storico, Milano, Vita e Pensiero, 2016.